# La Baby-sitter
Pour les articles homonymes, voir La Baby-sitter (homonymie) et Nourrice.
La Baby-sitter est une série télévisée française en 42 épisodes de 26 minutes diffusée à partir du 14 septembre 1988 sur Antenne 2.

## Synopsis
Les journées de la Baby-sitter sont remplies de folles situations et quiproquos dans des conditions parfois rocambolesques. Des enfants qui remplacent leurs parents, un salon transformé en stade de foot, les cousines qui débarquent... Prune est la jeune fille qui s’occupe des enfants des familles Leguern et Déliancourt, sans oublier ceux de Paul et Virginie...

## Distribution
- Véronique Boulanger : Prune
- Emmanuelle Boidron : Anaïs
- Charlotte de Turckheim : Julia Leguern
- Stéphane Legros : Loïc Leguern
- Patrick Préjean : Claude Leguern
- Morgan Spillemaecker : Mathieu Leguern
- Christophe Guybet : Bertrand
- Vannick Le Poulain : Catherine
- Yvonne Clech : Adèle Zatkine
- Benoît Robert : Alexandre

## Épisodes
Mauvais jours, un brin de Cosette

## Commentaires
La Baby-sitter est une série produite par GMT productions à l’occasion du lancement de la case quotidienne « Plaisir de rire ». Chaque soir à 19 h 35, face à La Roue de la fortune de TF1, la chaîne publique y proposait une sitcom différente, avec : Loft Story (lundi), L’Appart (mardi), L’Homme à tout faire (jeudi) et Tel père, tel fils (vendredi). La Baby-sitter avait la case du mercredi.